# Давыдовская (Великоустюгский район)
Давыдовская — деревня в Великоустюгском районе Вологодской области.
Входит в состав Орловского сельского поселения, с точки зрения административно-территориального деления — в Орловский сельсовет.
Расстояние по автодороге до районного центра Великого Устюга — 85 км, до центра муниципального образования Чернево — 9 км. Ближайшие населённые пункты — Пенье, Нижнеульяновская, Смолинское.
По данным переписи в 2002 году постоянного населения не было.